# Landschaftsschutzgebiet Dünningsbruch

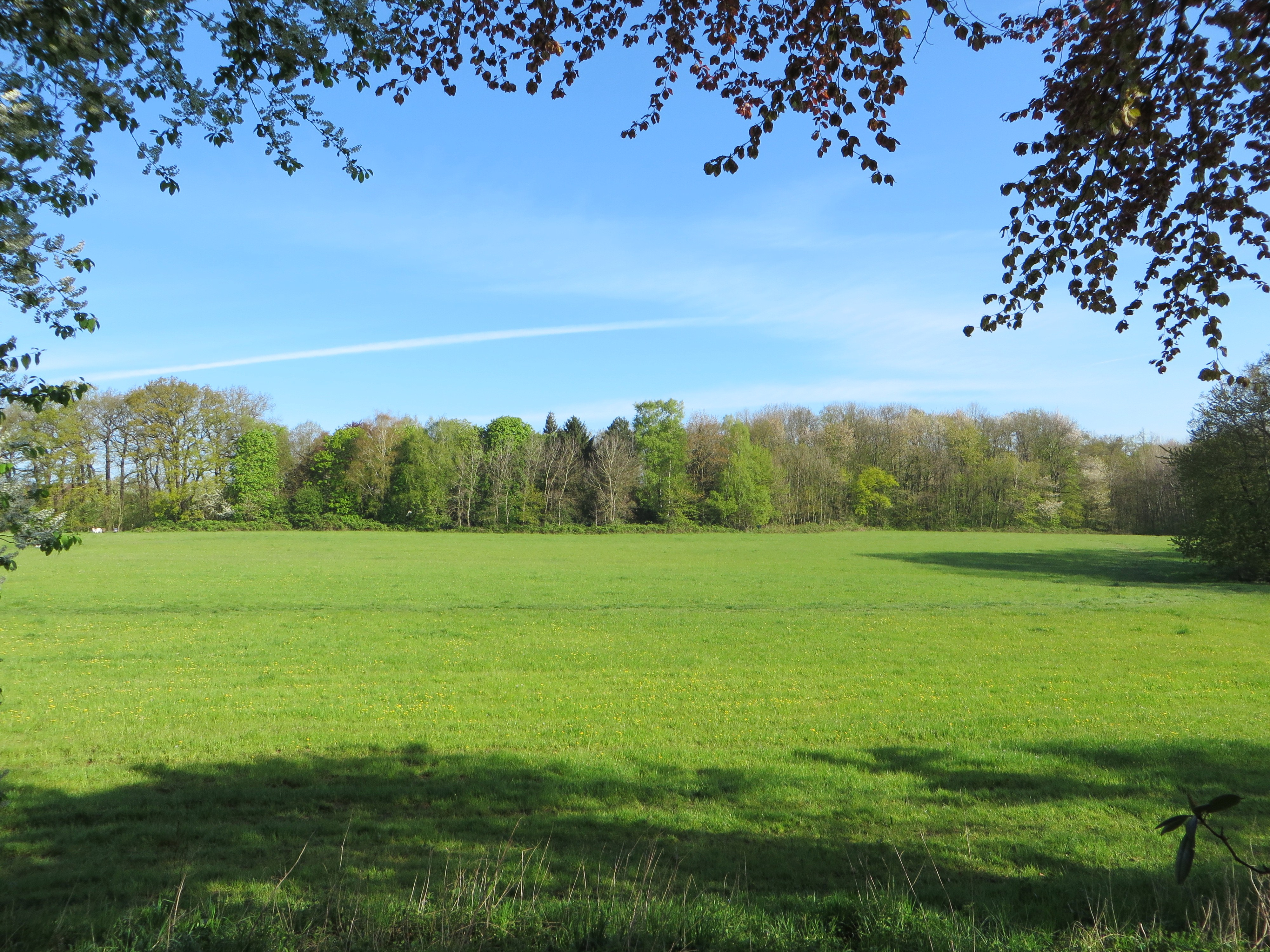
Landschaftsschutzgebiet Dünningsbruch

Das Landschaftsschutzgebiet Dünningsbruch mit einer Flächengröße von 51,01 ha befindet sich auf dem Gebiet der kreisfreien Stadt Hagen in Nordrhein-Westfalen. Das Landschaftsschutzgebiet (LSG) wurde 1994 mit dem Landschaftsplan der Stadt Hagen vom Stadtrat von Hagen ausgewiesen.

## Beschreibung
Das LSG wird durch die A 46 geteilt. Im Osten grenzt es an die A 45 und das Autobahnkreuz Hagen. Sonst grenzen nur bebaute Bereiche an. Im LSG liegen hauptsächlich Wald und kleinere Bereiche mit landwirtschaftlich genutzten Flächen.

## Schutzzweck
Laut Landschaftsplan erfolgte die Ausweisung „zur Erhaltung und Wiederherstellung der Leistungsfähigkeit des Naturhaushaltes in Ergänzung des geschützten Landschaftsbestandteiles 1.4.2.36 ‚Dünningsbruch‘ und wegen seiner besonderen Bedeutung als Naherholungsgebiet für den Stadtteil Eppenhausen“.